# 1938 na televisão

## Eventos
- 26 de Dezembro - Fundação da Rede de televisão americana Nickelodeon.

## Nascimentos
| Data            | Nome                 | Profissão                                             | Nacionalidade  | Observações | Ref    |
| --------------- | -------------------- | ----------------------------------------------------- | -------------- | ----------- | ------ |
| 16 de janeiro   | Jô Soares            | humorista e apresentador de televisão                 | Brasil         | m. 2022     | [ 1 ]  |
| 28 de janeiro   | Raul Gil             | apresentador de televisão                             | Brasil         |             |        |
| 6 de fevereiro  | Clayton Silva        | ator e humorista                                      | Brasil         | m. 2013     | [ 2 ]  |
| 11 de fevereiro | Simone de Oliveira   | cantora e actriz                                      | Portugal       |             |        |
| 24 de fevereiro | James Farentino      | actor                                                 | Estados Unidos | m. 2012     | [ 3 ]  |
| 7 de maio       | Francisco di Franco  | modelo e ator                                         | Brasil         | m. 2001     |        |
| 31 de maio      | Luís Carlos Miele    | ator, produtor e diretor de espetáculos               | Brasil         | m. 2015     | [ 4 ]  |
| 15 de junho     | Lílian Lemmertz      | atriz                                                 | Brasil         | m. 1986     | [ 5 ]  |
| 20 de junho     | Antônio Petrin       | ator                                                  | Brasil         |             |        |
| 21 de junho     | Ron Ely              | ator                                                  | Estados Unidos | m. 2024     | [ 6 ]  |
| 26 de junho     | Francisco Nicholson  | ator, argumentista televisivo, dramaturgo e encenador | Portugal       | m. 2016     | [ 7 ]  |
| 27 de junho     | Marco Antônio Mattos | locutor esportivo de rádio e TV                       | Brasil         | m. 2004     | [ 8 ]  |
| 9 de julho      | Brian Dennehy        | ator                                                  | Estados Unidos | m. 2020     | [ 9 ]  |
| 10 de julho     | Ivan de Almeida      | ator                                                  | Brasil         |             |        |
| 20 de agosto    | Jacqueline Andere    | atriz                                                 | México         |             |        |
| 27 de setembro  | Amélia Bittencourt   | atriz                                                 | Brasil         | m. 2025     |        |
| 17 de outubro   | Adriano Cerqueira    | diretor de programas e jornalista                     | Portugal       | m. 2005     | [ 10 ] |
| 22 de outubro   | Juca Chaves          | humorista, compositor, escritor e cantor              | Brasil         | m. 2023     | [ 11 ] |
| 22 de outubro   | Christopher Lloyd    | ator                                                  | Estados Unidos |             |        |
| 28 de outubro   | Dina Sfat            | atriz                                                 | Brasil         | m. 1989     | [ 12 ] |
| 18 de dezembro  | Leina Krespi         | atriz                                                 | Brasil         | m. 2009     | [ 13 ] |

## Mortes
| Data | Nome | Profissão | Nacionalidade | Observações | Ref |
| ---- | ---- | --------- | ------------- | ----------- | --- |